# Бускринский сельсовет
Бускринский сельсовет  — административно-территориальная единица и муниципальное образование со статусом сельского поселения в Дахадаевском районе Дагестана Российской Федерации.
Административный центр — село Бускри.

## Население
| 2002 | 2010  | 2012  | 2013  | 2014 | 2015 | 2016 |
| ---- | ----- | ----- | ----- | ---- | ---- | ---- |
| 1513 | ↘1057 | ↘1014 | ↘1006 | ↘987 | ↘961 | ↘939 |
| 2017 | 2018  | 2019  | 2020  | 2021 | 2023 | 2024 |
| ↘936 | ↘927  | ↘907  | ↗910  | ↗968 | ↗978 | ↘976 |
| 2025 |       |       |       |      |      |      |
| ↗987 |       |       |       |      |      |      |

## Состав
| № | Населённый пункт | Тип населённого пункта       | Население |
| - | ---------------- | ---------------------------- | --------- |
| 1 | Бускри           | село, административный центр | ↘631      |
| 2 | Гунакари         | село                         | ↘337      |